# 円盤翼
円盤翼（えんばんよく）は航空機の翼平面形の一種。円盤形状の主翼を有し、機体本体も円盤と一体になっているものもある。

## 概要
STOL機やVTOL機として、構想・試作が行われたが、量産された実用機は存在しない。その形状から、空飛ぶ円盤と誤認されたり、空飛ぶ円盤にちなんだ渾名がつけられる場合がある。

### 円盤翼機
- Nemeth Umbrella Plane:マイアミ大学で1934年に製作された機体で、通常形式の胴体に傘型配置で円盤翼を設置していた[2]。
- ザック AS-6:第二次世界大戦中のドイツで開発されていた機体で、円盤型の主翼兼胴体を有し、円盤から機首と単発プロペラが突き出していた[3]。
- V-173 及び　XF5U:アメリカ海軍の艦上戦闘機として開発されていた機体で原型機のV-173は1942年11月23日に初飛行している[4]。円盤から機首と2基のプロペラが前方に突き出した形状をしており、機体後部は主翼と胴体が一体化し、垂直尾翼と水平尾翼が円盤翼に付けられている[4]。V-173の低速性能は優秀であったが、XF5Uは1947年に開発中止となり、飛行試験は行われていない[4]。
- Weapon System 606A：アブロ・カナダが開発していた超音速機。
- David Rowe UFO - オーストラリアの航空機エンジニアであるDavid Roweが開発したホームビルト機。円盤型の主翼兼胴体を有し、円盤からプロペラが前方に突き出している。オーストラリアで機体記号（10-8675）も取得している[5]。

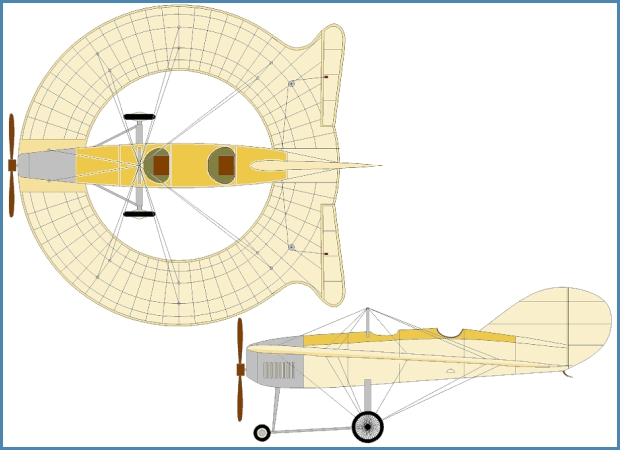
Lee-Richards Annular Monoplane, England 1913
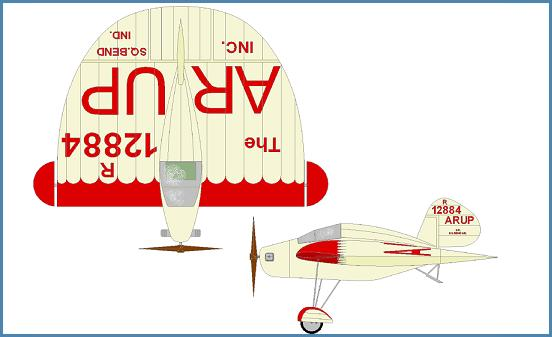
Arup S2, USA 1932
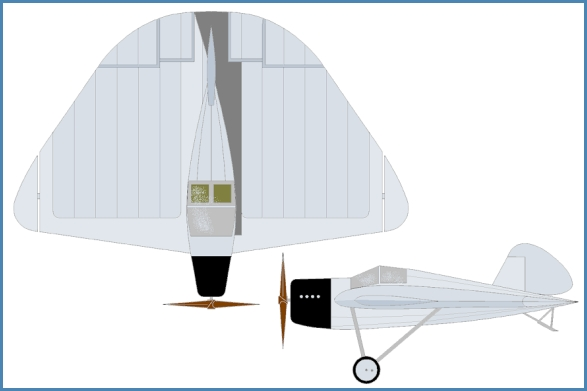
Hoffmann Younghusband Flying Pancake, USA 1934
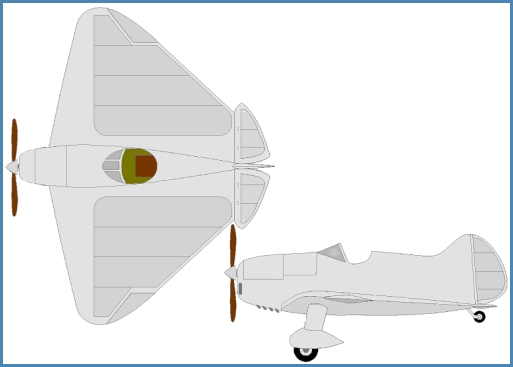
Payen AP10a, Frankreich 1935
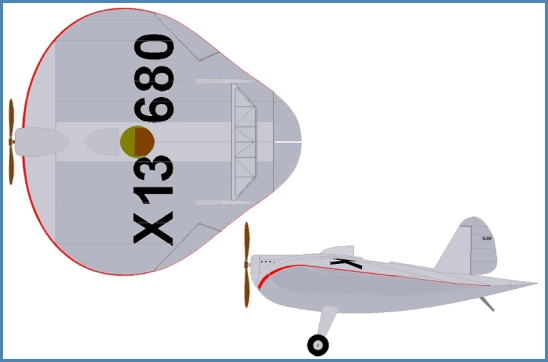
Johnson Uniplane, USA
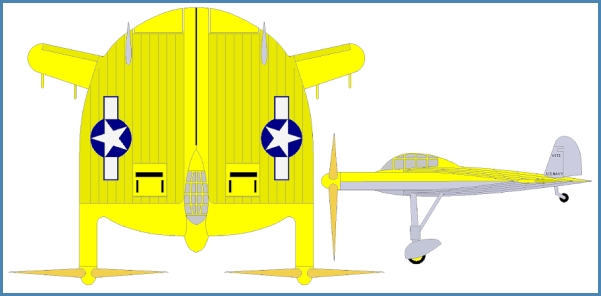
Vought V-173, USA 1942
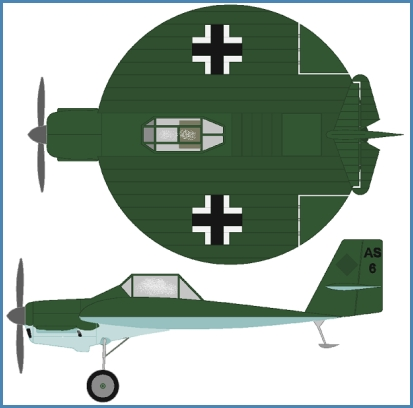
ザック AS-6, Deutschland 1944
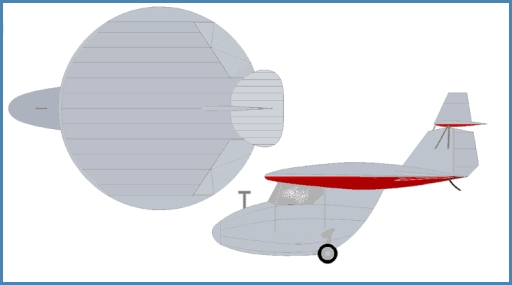
Suchanow Diskoplan 1, UdSSR 1958
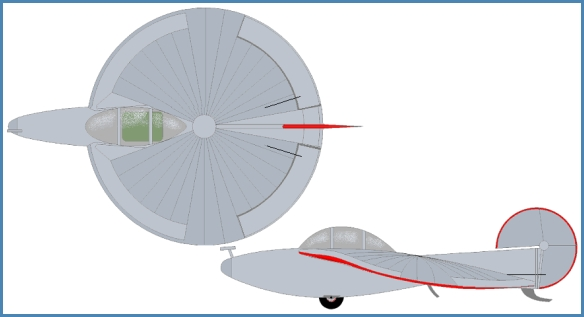
Suchanow Diskoplan 2, UdSSR 1960
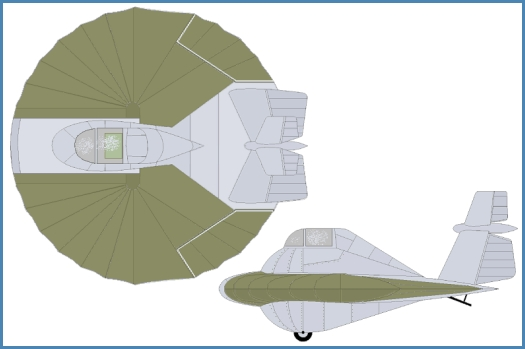
Suchanow Diskoplan 4, UdSSR 1965
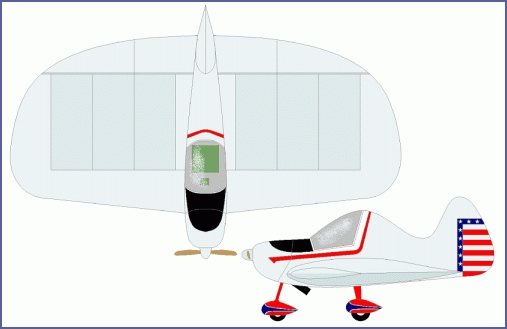
Hatfield Little Bird, USA 1986
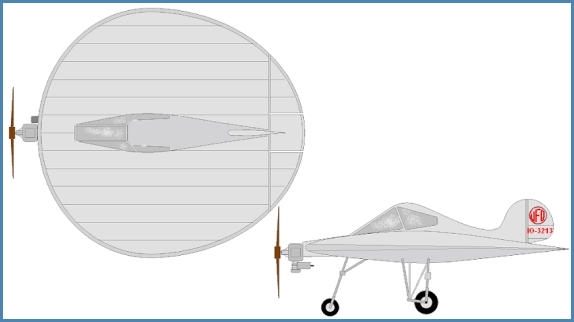
Rowe UFO, Australien 2015

### 円盤型機
- アブロカー（英語版）:1960年前後にアブロ・カナダ及びアメリカ空軍・アメリカ陸軍によって開発されていた機体。ほぼ円盤形状をしており、機体中央のファンを駆動させ、機体外縁から下方に噴出させることにより浮遊するVTOL機である。試験飛行では、浮遊したものの、非常に不安定であったため、開発は中止された[6]。また、アブロ・カナダは、1956年にアメリカ空軍のプロジェクト1794(USAF Project 1794)と呼ばれる、最大速度マッハ4、航続距離1,852㎞以上、最高上昇限度3万4千メートル以上となる円盤型VTOL戦闘機案に参画している（2012年機密解除）[7][8][9]。この機体は、ほぼ完全な円盤型で機内に放射状に6基のジェットエンジンを搭載し、コックピットは円盤中央にあった[10]。上昇時には、気流を機体中央および外縁部より下方に噴出する[10]。この構想は実現には至らず、後のWeapon System 606Aという円盤型超音速VTOL戦闘機案も実機の完成には至らなかった[11][12]。
- 超級大白鯊（Super great white shark）:中国で2019年に公開されたステルス攻撃ヘリコプターの試作機体。ほぼ円盤形状をしており、翼胴融合を採用し、機体中央のメインローターと機体左右のジェットエンジンで飛行するVTOL機である[13]。中国中央テレビは2020年の珠海エアショーで原型機の初飛行を行うと報じた[14]。